# Combretum molle
Combretum molle är en tvåhjärtbladig växtart som beskrevs av Robert Brown och George Don jr. Combretum molle ingår i släktet Combretum och familjen Combretaceae. Inga underarter finns listade i Catalogue of Life.

## Bildgalleri

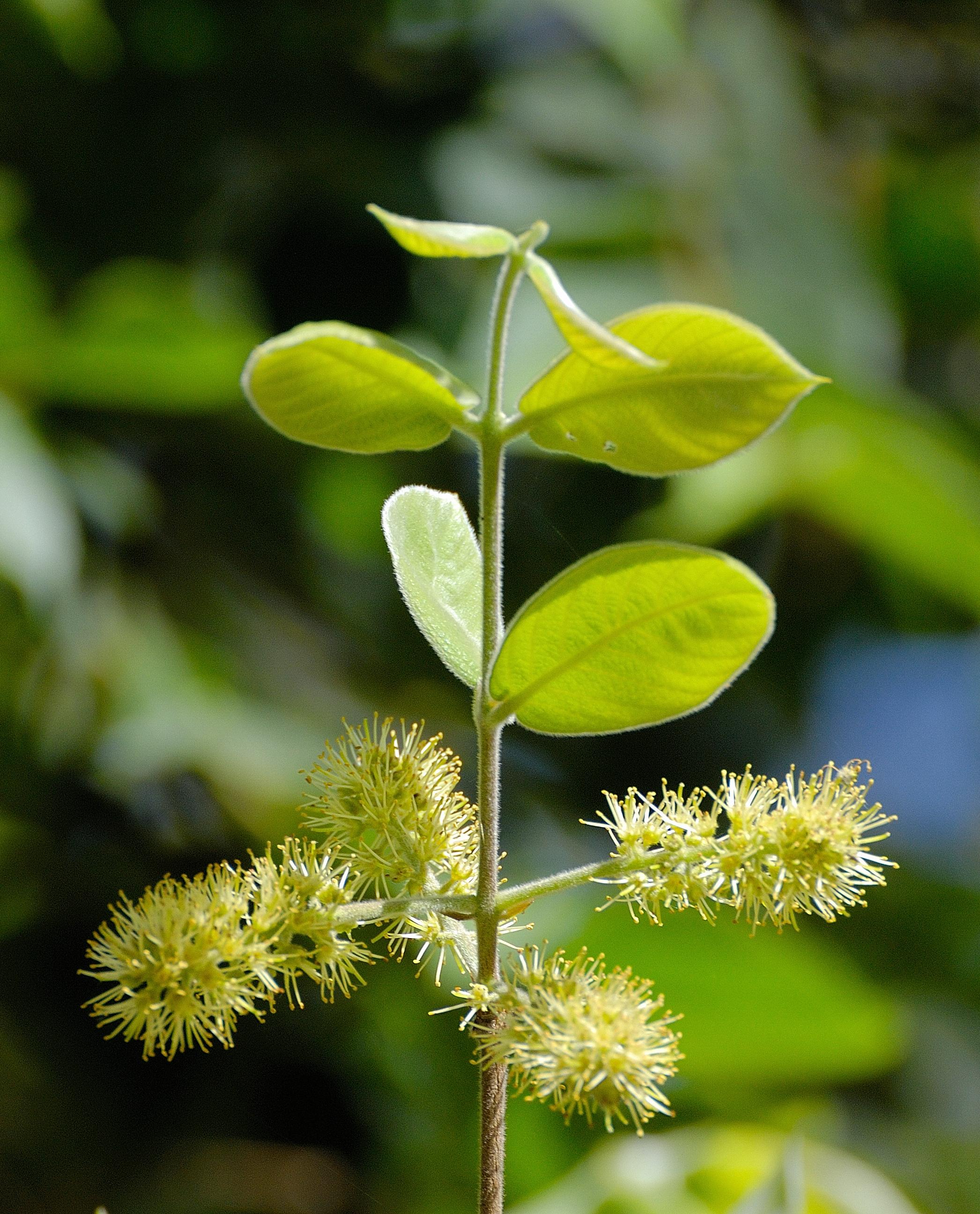
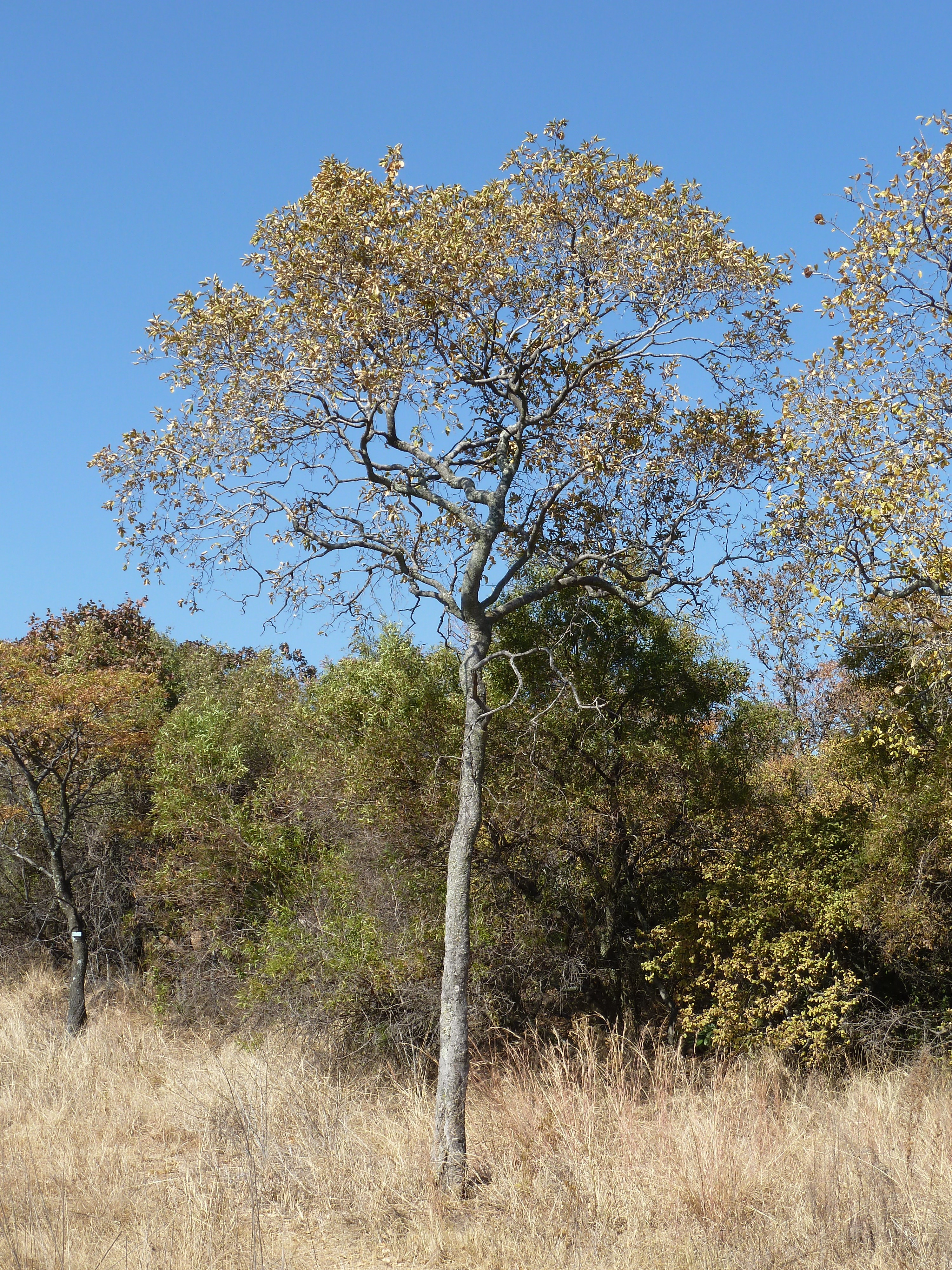
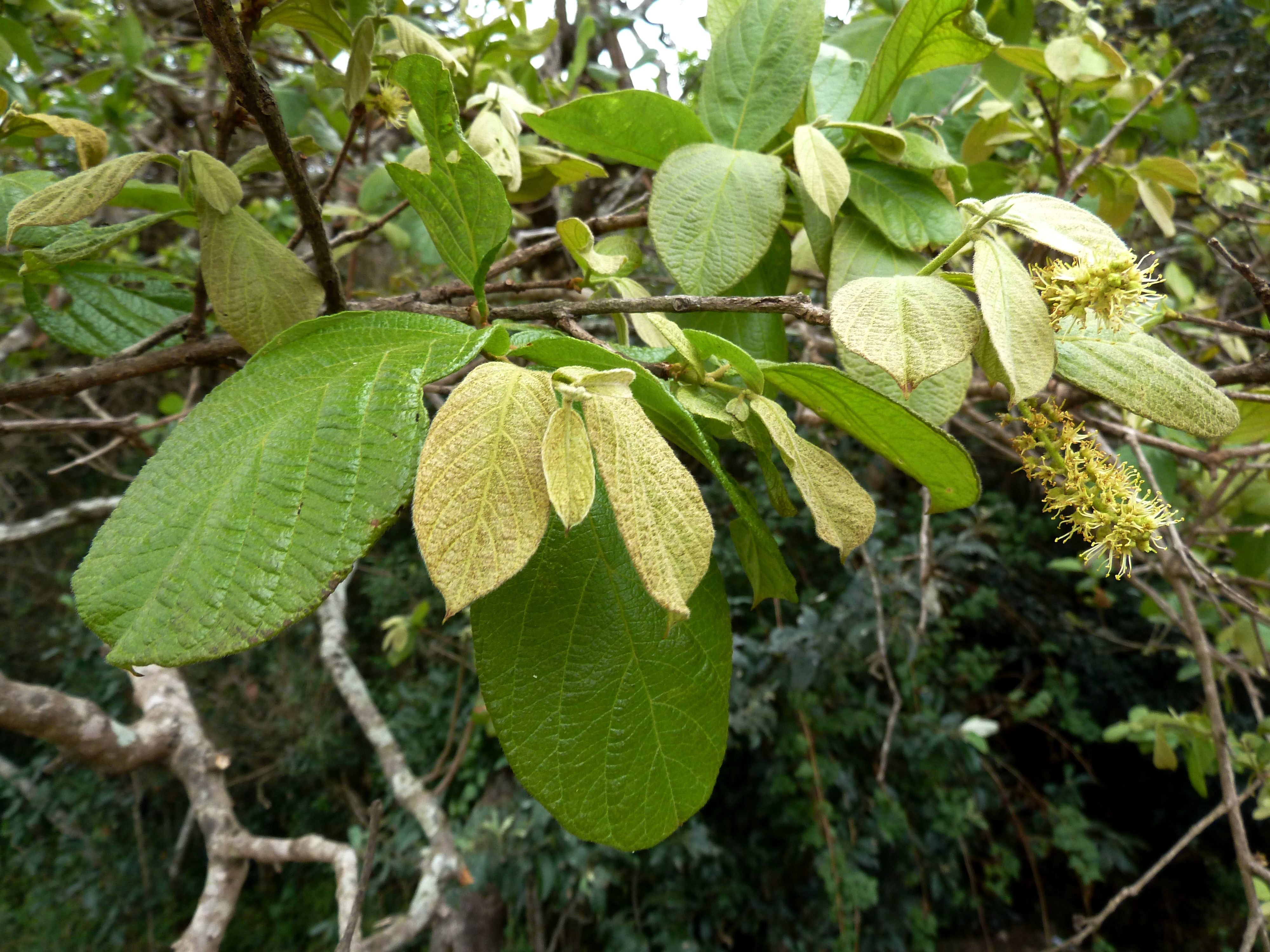
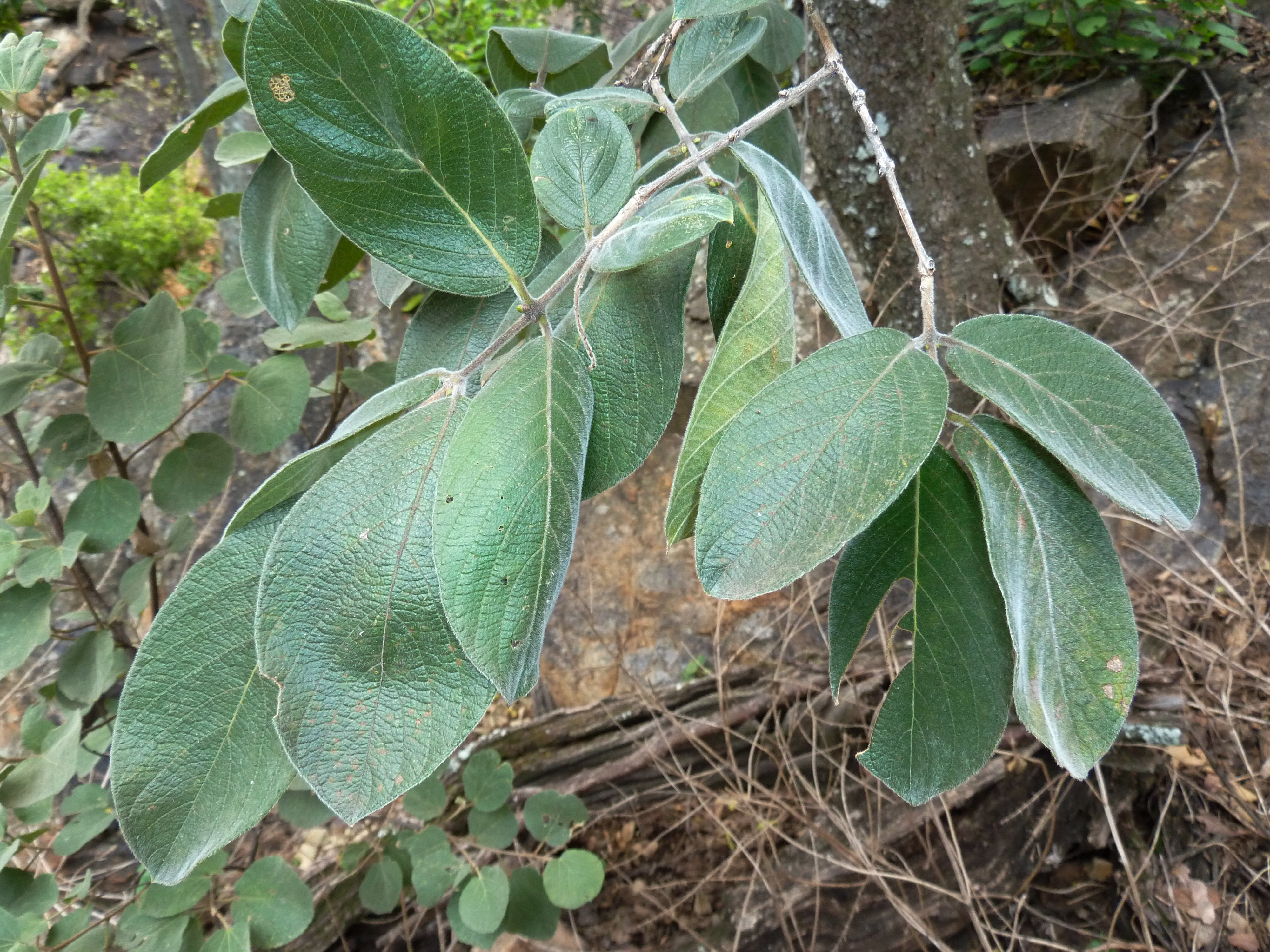
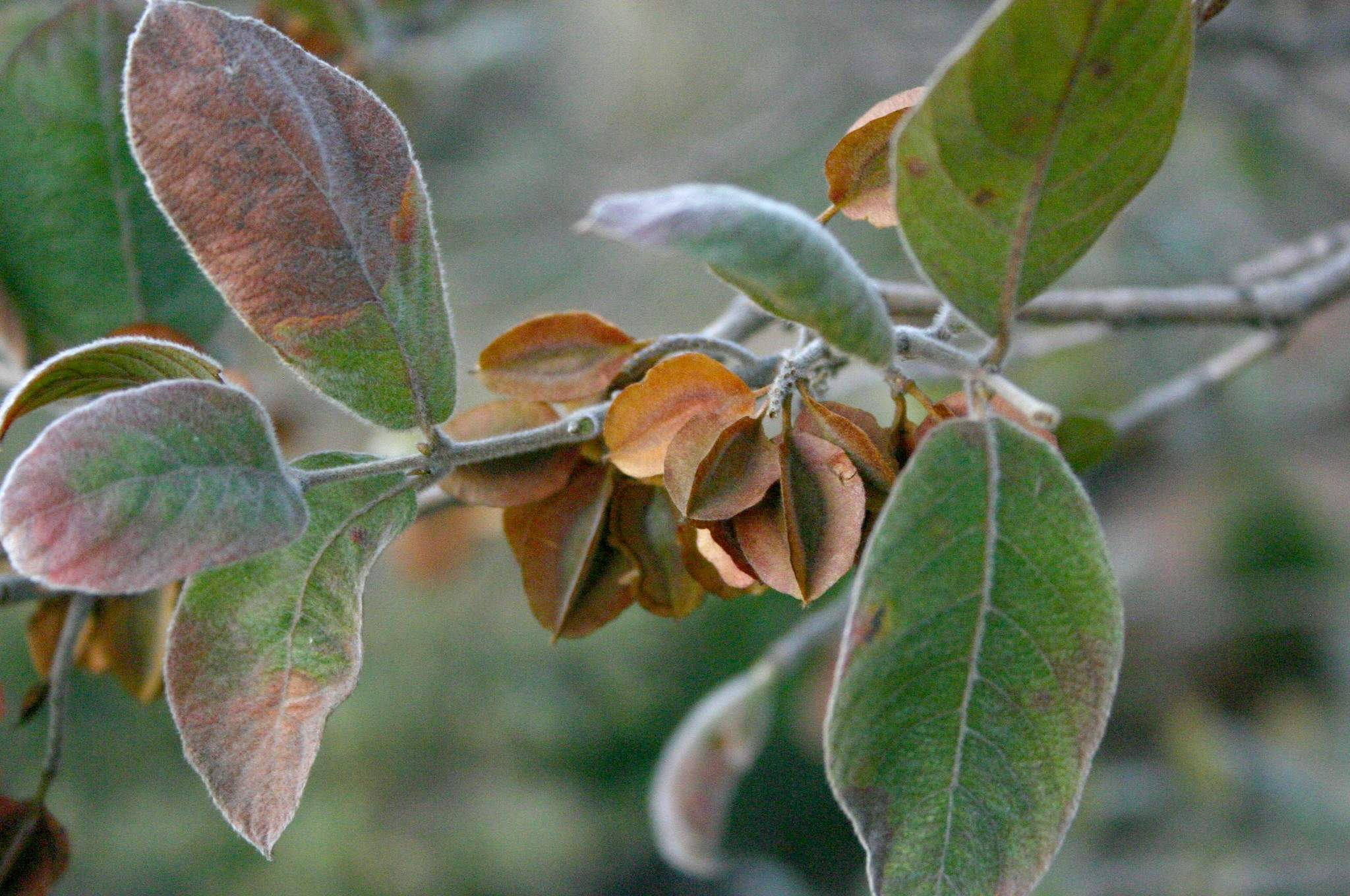